# Burretiokentia
Burretiokentia es un género con 5 especies de plantas con flores perteneciente a la familia  de las palmeras (Arecaceae).

## Distribución
Es nativa de Nueva Caledonia.

## Descripción
Es una emergente  palma que alcanza los 15 m de altura,  prominentemente anilladas, con el tronco de color verde brillante con 15 cm de diámetro. Tiene  una corona de color verde brillante, con hojas pinnadas de unos 2,4 m de largo.

## Taxonomía
El género fue descrito por Rodolfo Emilio Giuseppe Pichi Sermolli y publicado en Webbia 11: 122. 1955.
Etimología
Burretiokentia: nombre genérico que está dedicado a Max Burret, botánico alemán y al horticultor William Kent, curador del Jardín Botánico de Buitenzorg en Java.

## Especies
- Burretiokentia dumasii
- Burretiokentia grandiflora
- Burretiokentia hapala H.E.Moore
- Burretiokentia koqhiensis
- Burretiokentia vieillardii (Brongn. & Gris) Pic.Serm.